# Croton tetradenius
Espèce
Croton tetradenius est une espèce de plantes à fleurs du genre Croton et de la famille des Euphorbiaceae, présente au Brésil (Minas Gerais, État de Bahia).
Il a pour synonyme :
- Oxydectes tetradenia, (Baill.) Kuntze